# Zuse 1
Pour les articles homonymes, voir Z1.

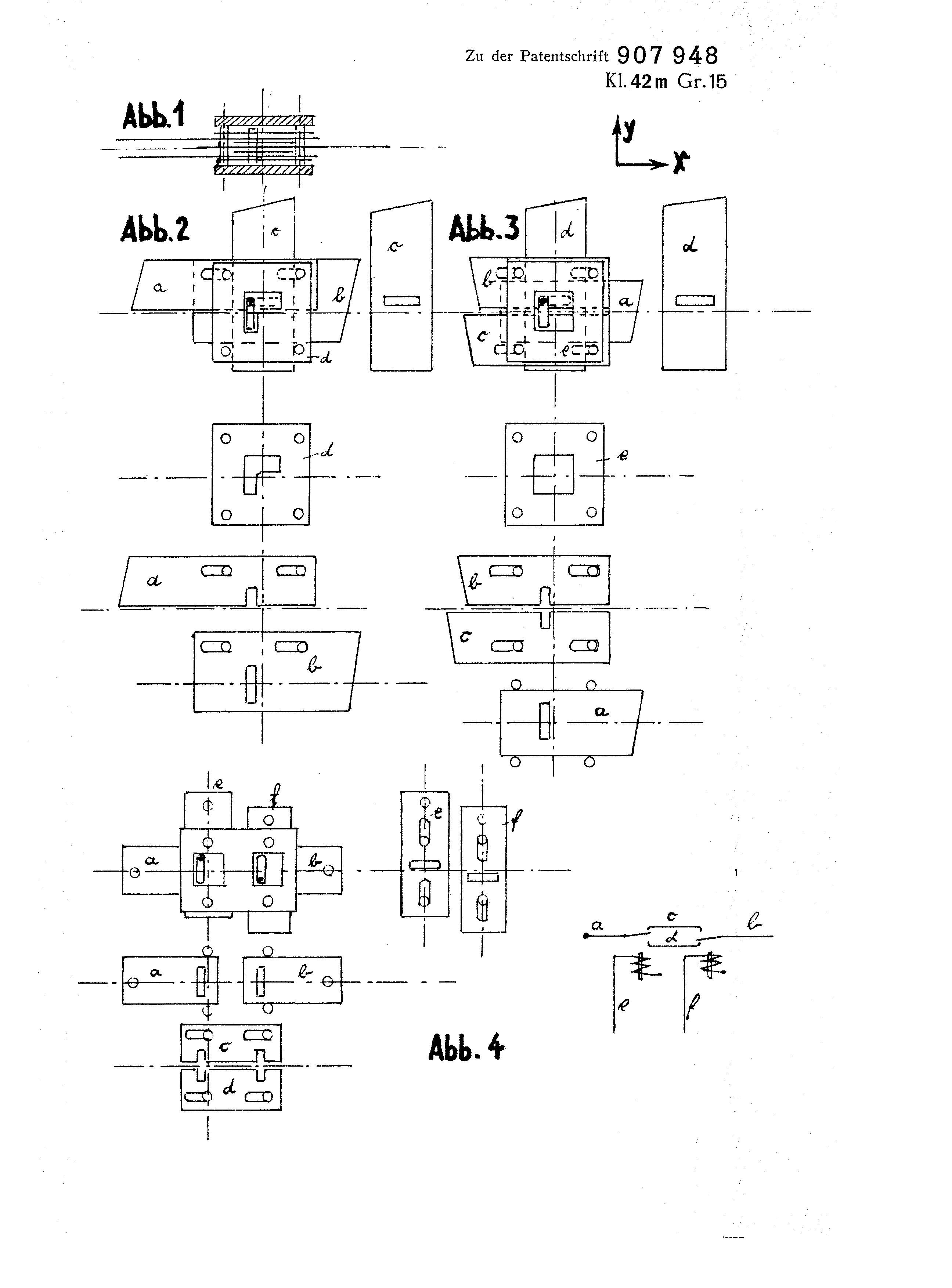
Dessin d'une porte logique binaire mécanique de Zuse, sur un brevet de 1936. Le Z1 emploie plusieurs milliers de ces portes.

Le Z1 était un ordinateur conçu par l'inventeur allemand Konrad Zuse entre 1936 et 1938. Son processeur, entièrement mécanique, était binaire (22 bits) et programmable, lisant les instructions à partir de films de celluloïd perforés. Il possédait également la particularité d'être microcodé : les instructions étaient décomposées en une séquence de micro-opérations, une par cycle d'exécution.
Le Z1 fut le premier ordinateur programmable au monde à utiliser la logique binaire et des nombres flottants binaires ; cependant, il était peu fiable en fonctionnement,. Il fut terminé en 1938 et financé entièrement par des fonds privés. Cet ordinateur fut détruit lors du bombardement de Berlin en décembre 1943, pendant la Seconde Guerre mondiale, ainsi que tous les plans de construction.
Dans les années 1980, Zuse entrepris la construction d'une réplique, aujourd'hui exposée au Musée allemand des techniques de Berlin.

## Architecture
Le Z1 contenait presque tous les organes d'un ordinateur moderne, à savoir une unité de contrôle pour la lecture et le décodage des instructions, une unité arithmétique et logique, une mémoire, un microcode, une logique en virgule flottante, et des dispositifs d'entrée et de sortie. Il était librement programmable via un ruban perforé lu par un périphérique.
Il existait une séparation claire entre le lecteur de ruban perforé, l'unité de contrôle, l'unité arithmétique et les dispositifs d'entrée et de sortie. L'unité d'entrée lisait les perforations sur un film de 35 millimètres.
Le processeur du Z1 était capable d'addition et de soustraction sur des nombres en virgule flottante codés sur 22 bits. Il intégrait une logique de contrôle lui permettant d'effectuer des opérations plus complexes, comme la multiplication (par additions successives) et la division (par soustractions successives). Son jeu d'instructions comportait huit instructions codées sur 8 bits, et chaque instruction nécessitait entre un et vingt-et-un cycles d'exécution.
Le Z1 disposait d'une mémoire de 16 mots en virgule flottante, où chaque mot pouvait être lu et écrit par l'unité de contrôle. Ses unités de mémoire mécaniques, de conception unique, avaient été brevetées par Konrad Zuse en 1936. La machine n'était pas un ordinateur à programme enregistré et ne pouvait exécuter des instructions qu'en les lisant directement depuis le lecteur de bande perforée, ce qui signifie que le programme n'était pas entièrement chargé en mémoire interne.
L'entrée et la sortie des données se faisaient en nombres décimaux avec un exposant décimal. Des mécanismes spécifiques permettaient de convertir ces nombres vers et depuis le binaire. Les instructions d'entrée et de sortie étaient traitées sous forme de nombres en virgule flottante. Le programme était enregistré sur un film de 35 mm, où les instructions étaient codées sous forme de trous perforés.
L'architecture du Z1 ressemble beaucoup à celle du Z3. En effet, Konrad Zuse développa une description abstraite des unités arithmétiques aussi bien compatible avec les éléments mécaniques du Z1 que les relais électromécaniques du Z3. La mémoire du Z1 fonctionnait de manière remarquablement fiable, si bien qu'elle fût aussi utilisée pour le Z2 et le Z4, mais pas le Z3 qui employait une mémoire électromagnétique. Le processeur, quant à lui, souffrait d'un manque de fiabilité, car les lamelles de ses portes logiques furent fabriquées à la main avec une simple scie, d'où des problèmes de jeux et de frottements.
Le Z1 a été achevé en 1938. Zuse a travaillé avec des connaissances et des amis sur le Z1 dans la chambre de ses parents, jusqu'à leur en restreindre l'accès. Zuse reçu une aide de son entourage familial pour financer son projet. Son père, retraité des postes, préleva notamment une partie du salaire de sa sœur et invita certains de ses amis à lui prêter de l'argent.

## Reconstruction
Le Z1 original fut détruit lors des raids aériens alliés en 1943, mais dans les années 1980, Konrad Zuse décida de reconstruire la machine.
Les premiers croquis de la réplique du Z1 furent réalisés en 1984. Avec l'aide de deux étudiants en ingénierie, Zuse reconstruit des milliers d'éléments du Z1 et termina la reconstruction du processeur en 1989. Cette réplique dispose d'une mémoire de 64 mots au lieu de 16. Le Z1 reconstruit (illustré) est exposé au German Museum of Technology à Berlin,.